# 威里事件
威里事件又稱大山十郎事件，是發生於台灣日治時期的一次衝突事件。1906年（明治39年）8月，因太魯閣人採樟薪資發放問題與日本人發生衝突，太魯閣族人在威里社（今花蓮縣秀林鄉佳民村）馘首25名日本人，裡面包含花蓮港支廳長大山十郎，又稱大山十郎事件。

## 背景
在新城事件落幕後，日軍暫時無法撼動太魯閣人，臺灣總督府當局便改採懷柔政策，承認太魯閣總通事李阿隆在外太魯閣的地位，同時也以厚利拉攏赫赫斯社頭目哈鹿閣·納威。
日本在明治34年（1901年）7月時，於古魯社（今秀林鄉秀林村）首次設置日語傳習所太魯閣分教場，除了教育歸順之太魯閣子弟，亦教授太魯閣人日本語以便雙方溝通。基於招撫政策之手段及作為社分教場之交換條件，日本人遂答應李阿隆之要求，供給太魯閣人火槍及彈藥，並指定日本商人賀田組，在社內開設火槍及火藥商店，每人每月限售給彈藥十發、火藥二十兩、雷管十發及火藥器材二十個以下。
明治34年（1904年）3月臺東廳長相良長綱病死後，由森尾茂助擔任新一任廳長，森尾茂助隨即批准賀田組的採樟事業，且擴大到太魯閣族生存領域，明治38年（1905年）8月及10月，日方在太魯閣及古魯設置警察官吏派出所，方便藉由警察之力量管束太魯閣族人的不良舉動。
而太魯閣製腦業於明治38年（1905年）12月由財閥賀田金三郎在威里社（今秀林鄉佳民村）開始經營製造，次年（1906年），日本官方又同意賀田在古魯社（今秀林鄉秀林村）山地進行製腦。然而這樣的舉動卻使太魯閣人與日本人的關係漸漸惡化，因為此舉容易犯到太魯閣族人的勢力範圍，而且在傳統出草習俗下，鄰近的領域無疑地都將成為太魯閣人優先獵取的對象及範圍。

## 起因
進入太魯閣地區進行製腦業的賀田組和已歸順的部分外太魯閣地區族人有約定，由七社歸順之外太魯閣蕃擔任腦寮警備之工作，以防止內太魯閣蕃的侵擾，賀田組則會定時發放工作津貼作為酬勞。
明治39年（1906年）6月，因為津貼的發給問題，使擔任警備工作的壯丁認為部落耆老不公而怨恨日本人。在講求並重視公平的原住民社會中，日方卻獨厚威里社（今秀林鄉佳民村）且過度信任該社，更因威里社耆老將他人工作津貼轉給自己親族使用，使得各社族人感到差別待遇，轉而開始怨恨日本人的不公。

## 過程
明治39年8月1日，花蓮港支廳長大山十郎、幕僚及賀田組事務員等32人赴威里社以思解決之道，結果途中遇到太魯閣人出草，大山等25人不幸罹難。
- 細節之過程

7月30日，2個在山區工作的日本腦丁被馘首，消息傳來，賀田組的員工一時人心惶惶。花蓮港支廳長大山十郎警部聽說此事，覺得事態嚴重，於是隔天一大早，就率領2名巡查到威里社調查實況，並安撫大家的情緒。
大山十郎支廳長到達時，眼見情勢危急，就下令先將婦女和兒童撤離此地。然而，總頭目哈鹿閣·那威勸阻他說：「現在撤退，會激怒『蕃人』，造成連我也無法控制的後果。」
原本準備好的6台牛車就暫時停放在賀田組威里事務所的門口。
族人們看到牛車，知道賀田組的人員即將離開，太魯閣人開始起鬨，要求賀田組的喜多川貞次郎主任，把原本約定好的200圓中，把尚未付出的100圓交出來。
當雙方還在鬧哄哄的談判時，3名憤怒的威里社壯丁，已經趁亂離開，到遮埔頭（北埔）殺了五個日本人。
8月1日，他們提著鮮血淋漓的頭顱，呼嘯著從外面走進來，高舉著頭顱誇耀戰功。
太魯閣人看見此事，群體激憤，叫囂要殺日本人，總頭目哈鹿閣·納威才剛要安撫族人，就被族人說：「頭目不公平！把獨吞的錢拿出來！」
哈鹿閣·納威見事態嚴重並跟日本方的人說再見就離開了，總頭目才剛剛離開，外面太魯閣人越來越多，日本人急忙退到事務所內，支廳長大山十郎警部和2名巡查都舉起槍來，賀田組所僱用的員工們，也紛紛拿出防身防身武器，面向門窗，神情緊張到面色發青、手腳發抖的地步。
屋外的太魯閣人呼嘯一聲，衝進事務所內，一陣亂刀砍殺，門內的眾人在驚呼哀號中，紛紛倒臥在血泊中，幾個奮力衝出大門企圖逃跑的，則被用長槍所殺，像地獄般的屠殺大約五分鐘就結束了，18人殉難，加上原先被馘首的腦丁，這次事件殉難有25人，裡面包含花蓮港支廳長大山十郎、喜多川貞次郎主任還有井上伊之助的爸爸井上彌之助，另有16傷者被擄回部落當作人質，當天逃過一劫有1名巡查、1名腦丁還有1位太魯閣公學校的日本教師。
明治39年8月25日，警察署長大津麟平前來花蓮港調查此「威里事件」並於明治40年（1907年）的5月16日，撤出太魯閣地區之警察官吏派出所。

## 威里事件後之影響
「威里事件」在日方異常低調的處理，僅僅嚴懲鬧事之主謀者後，反而助長了太魯閣蕃的氣焰，使其更加囂張並屢屢襲擊平民之庄民，並肆意侵占加禮宛庄、十六股庄及歸化社等區之耕地，以致平地庄民人心惶惶。
- 設置花蓮第一條隘勇線

為安撫平地庄民之情緒並保護其生命財產之安全，日方決定再明治40年（1907年）5月16日動工施設足以封鎖太魯閣蕃交通的威里隘勇線（又稱北埔隘勇線），南至沙巴督溪（今砂婆噹溪）右岸，北至遮埔頭（今北埔）海岸，長達兩里十五町，該線上設置隘勇監督所一處、隘勇監督分遣所六處，隘寮三十六處，以警戒太魯閣蕃跨越隘勇線影響產業發展，藉此保護庄民之安全。沙巴督溪（今砂婆噹溪）上游原本就是阿美族七腳川社之地盤，日方除了允許該部落在此處開墾土地藉以維持生計外，亦有借助其力來防範太魯閣蕃南進之意味，因此，日方在此地區警備配置較為稀疏，將主力置於隘勇線之東北方，又常以野砲攻擊近海太魯閣部落，然而此舉促使太魯閣蕃大規模遷移到沙巴督溪（今砂婆噹溪）的上游，並直接侵犯到七腳川社人之墾地，使得七腳川社人不得不放棄原墾地而另覓新耕地，遂又直接地加深七腳川社人與外太魯閣蕃之嫌隙與紛爭，雙方就越界行為常有交相報復的情況發生。
- 討伐太魯閣蕃

「威里事件」發生時，日方因鑑於「新城事件」討伐失敗且又顧慮到該區不利於陸上攻擊，因此擬先藉由「威里隘勇線」的設置來暫時封鎖太魯閣蕃滋事，而「威里隘勇線」完成後，決定於該年（1907年）7月調派海軍南清艦隊之「浪速」及「秋津洲」兩艦從海上砲擊太魯閣近海之部落，而陸上也配合臺東廳警察官吏（警部2人、警部補3人、巡查16人、巡查補13人、隘勇100人、花蓮奇萊平原七社阿美族500餘人）所組成之搜索討伐隊臨時攻擊滋事的主謀威里社人。
- 設置第二條隘勇線

太魯閣蕃遭遇多次砲擊後，自覺若仍住在沿海地帶有相當大之危險，因而打算前往木瓜溪流域尋找耕地。如此一來其活動範圍必會向南區移動，而「威里隘勇線」封鎖限制之功用則將大打折扣，所以為防範太魯閣蕃的南侵，日方在明治41年（1908年）5月，又開始設置隘勇線，南起木瓜群住地新設的達莫南（今秀林鄉文蘭部落）警察官吏駐在所，溯木瓜溪後至牟義路（今秀林鄉榕樹部落）河流點。此稱「巴托蘭隘勇線」，全長共三里二町，總計招募隘勇共80人，進行守衛防備太魯閣蕃南下遷移之工作。
- 以蕃制蕃

日軍在領臺初期進佔花蓮平原時，除因清朝軍隊兵員過少難有威脅外，亦因平原阿美族人不願與之對抗發生衝突，所以日軍才得以順利的接收整個花蓮平原。但令日方最為頭痛的，就是居於山區的太魯閣族人，如何用有限的兵力來促使其歸順，以便將其豐富之山區資源收為國家所有，是日本當局難以解決的問題。而在經過思考後，日方認為花蓮平原地區阿美族人是相當好的幫手及助力，所以是日方積極的取得他們的信賴並將之培養為「親日」派的原住民部落，利用他們優秀的戰鬥能力來對抗太魯閣族，其中七腳川社是最具代表性的，日軍屢次討伐太魯閣族人的行動及隘勇線的隘勇配置都不缺七腳川社人參與。而太魯閣人在此事件中除遭遇到日方大規模的砲擊而喪失臨海之土地外，其生活空間亦因受到隘勇線的封鎖而發展愈艱困及孤立無援。

## 後續
- 七腳川事件
- 太魯閣戰爭